# Tunnel durch den Schlossberg bei Mauer
Der Tunnel durch den Schlossberg bei Mauer, auch Hartenbergtunnel (polnisch Tunel pod Czyżykiem), ist ein eingleisiger, nicht elektrifizierter Eisenbahntunnel der Bahnstrecke Jelenia Góra–Żagań auf dem Teilabschnitt der Bobertalbahn in Polen.

## Beschreibung
Der Tunnel verläuft nordwestlich des Bobertalstausees in einem Bogen entlang des Czyżyk (Góry Kaczawskie) (früher Hartenberg). Er hat eine Länge von 187 Metern.

## Geschichte
Der Tunnel wurde in den Jahren 1905–1907 während des Baus der Bobertalbahn und während des gleichzeitig stattfindenden Bau des Stausees am Bober in Pilchowice gebaut. Der Tunnelportale wurde am 8. Mai 1945 durch deutsche Pioniere, die sich aus Wleń zurückzogen, gesprengt. Die Tunnelportale wurden 1946 mit einer Stahlbetonauskleidung wieder aufgebaut. Der Bahnstrecke hatte nach dem Krieg eine besondere Bedeutung da nach der Sprengung des Boberviadukt (Jelenia Góra) der Eisenbahnverkehr westlich und nördlich von Jelenia Góra über die Bobertalbahn geleitet werden musste. Es ist einer der drei Tunnel in Niederschlesien, die am Ende des Zweiten Weltkrieges durch deutsche Truppen zerstört wurde.